# Neel Sethi
Neel Sethi (New York, 2003. december 22. –) amerikai gyerekszínész, akinek leghíresebb szerepe Maugli, a A dzsungel könyve című 2016-os filmben.